# Liste des conseillers généraux de la Gironde
Pour un article plus général, voir Conseil général de la Gironde.
Avec la réforme de 2013, les conseillers généraux de la Gironde sont remplacés, à partir du scrutin de 2015 par des conseillers départementaux de la Gironde.

## Composition du conseil général duGirondede 1998 à 2015 (63 sièges)
| Parti                               | Sigle | Élus |
| ----------------------------------- | ----- | ---- |
| Majorité (50 sièges)                |       |      |
| Parti communiste français           | PCF   | 3    |
| Parti Socialiste                    | PS    | 45   |
| Chasse, pêche, nature et traditions | CPNT  | 1    |
| Divers gauche                       | DVG   | 1    |
| Opposition (13 sièges)              |       |      |
| Divers droite                       | DVD   | 2    |
| Union pour un mouvement populaire   | UMP   | 9    |
| Mouvement démocrate                 | MoDem | 2    |
| Président du Conseil Général        |       |      |
| Philippe Madrelle (PS)              |       |      |

## Liste des conseillers généraux de laGironde1998 à 2015
| Canton                            | Circ. | Conseiller général      | Etiquette | Série |
| Arrondissement d'Arcachon         |       |                         |           |       |
| Canton d'Arcachon                 | 8     | Yvette Maupile          | UMP       | 2011  |
| Canton d'Audenge                  | 8     | Christian Gaubert       | PS        | 2011  |
| Canton de Belin-Béliet            | 9     | Vincent Nuchy           | PS        | 2011  |
| Canton de La Teste-de-Buch        | 1     | Jacques Chauvet         | DVD       | 2008  |
| Arrondissement de Blaye           |       |                         |           |       |
| Canton de Blaye                   | 11    | Xavier Loriaud          | MoDem     | 2008  |
| Canton de Bourg                   | 11    | Nathalie Junin          | PS        | 2011  |
| Canton de Saint-André-de-Cubzac   | 11    | Jacques Maugein         | PS        | 2008  |
| Canton de Saint-Ciers-sur-Gironde | 11    | Philippe Plisson        | PS        | 2011  |
| Canton de Saint-Savin             | 1     | Alain Renard            | PS        | 2008  |
| Arrondissement de Bordeaux        |       |                         |           |       |
| Canton de Bègles                  | 3     | Jean-Jacques Paris      | PCF       | 2011  |
| Canton de Blanquefort             | 5     | Christine Bost          | PS        | 2008  |
| Canton de Bordeaux-1              | 1     | Philippe Dorthe         | PS        | 2008  |
| Canton de Bordeaux-2              | 1     | Jean-Baptiste Borthury  | PS        | 2011  |
| Canton de Bordeaux-3              | 2     | Michel Duchêne          | UMP       | 2008  |
| Canton de Bordeaux-4              | 2     | Jean-Louis David        | UMP       | 2008  |
| Canton de Bordeaux-5              | 2     | Mathieu Rouveyre        | PS        | 2008  |
| Canton de Bordeaux-6              | 3     | Jacques Respaud         | PS        | 2011  |
| Canton de Bordeaux-7              | 2     | Daniel Respaud          | PS        | 2008  |
| Canton de Bordeaux-8              | 1     | Pierre Lothaire         | UMP       | 2011  |
| Canton du Bouscat                 | 1     | Dominique Vincent       | UMP       | 2008  |
| Canton de La Brède                | 9     | Bernard Fath            | PS        | 2011  |
| Canton de Carbon-Blanc            | 4     | Philippe Madrelle       | PS        | 2011  |
| Canton de Cenon                   | 4     | Alain David             | PS        | 2011  |
| Canton de Créon                   | 12    | Jean-Marie Darmian      | PS        | 2008  |
| Canton de Floirac                 | 4     | Jean-Pierre Soubie      | DVG       | 2011  |
| Canton de Gradignan               | 7     | Anne-Marie Keiser       | PS        | 2008  |
| Canton de Lormont                 | 4     | Jean Touzeau            | PS        | 2008  |
| Canton de Mérignac-1              | 6     | Alain Charrier          | PS        | 2008  |
| Canton de Mérignac-2              | 6     | Jacques Fergeau         | PS        | 2011  |
| Canton de Pessac-1                | 7     | Edith Moncoucut         | PS        | 2011  |
| Canton de Pessac-2                | 7     | Jean-Jacques Benoît     | PS        | 2011  |
| Canton de Saint-Médard-en-Jalles  | 6     | Serge Lamaison          | PS        | 2008  |
| Canton de Talence                 | 3     | Denise Greslard-Nédélec | PS        | 2011  |
| Canton de Villenave-d'Ornon       | 3     | Martine Jardiné         | PS        | 2008  |
| Arrondissement de Langon          |       |                         |           |       |
| Canton d'Auros                    | 12    | Francis Zaghet          | PS        | 2011  |
| Canton de Bazas                   | 9     | Jean Darremont          | UMP       | 2008  |
| Canton de Cadillac                | 12    | Guy Moreno              | PS        | 2011  |
| Canton de Captieux                | 9     | Jean-Luc Gleyze         | PS        | 2011  |
| Canton de Grignols                | 9     | Jean-Pierre Baillé      | UMP       | 2008  |
| Canton de Langon                  | 9     | Pierre Augey            | PCF       | 2008  |
| Canton de Monségur                | 12    | Bernard Dussaut         | PS        | 2011  |
| Canton de Pellegrue               | 12    | José Bluteau            | MoDem     | 2008  |
| Canton de Podensac                | 9     | Hervé Gillé             | PS        | 2008  |
| Canton de La Réole                | 12    | Bernard Castagnet       | PS        | 2008  |
| Canton de Saint-Macaire           | 12    | Michel Hilaire          | PCF       | 2011  |
| Canton de Saint-Symphorien        | 9     | Philippe Carreyre       | PS        | 2011  |
| Canton de Sauveterre-de-Guyenne   | 12    | Yves d'Amécourt         | UMP       | 2011  |
| Canton de Targon                  | 12    | Alain Leveau            | PS        | 2008  |
| Canton de Villandraut             | 9     | Isabelle Dexpert        | PS        | 2011  |
| Arrondissement de Lesparre-Médoc  |       |                         |           |       |
| Canton de Castelnau-de-Médoc      | 5     | Pascale Got             | PS        | 2011  |
| Canton de Lesparre-Médoc          | 5     | Francis Magenties       | CPNT      | 2008  |
| Canton de Pauillac                | 5     | Sébastien Hournau       | PS        | 2011  |
| Canton de Saint-Laurent-Médoc     | 5     | Christophe Birot        | PS        | 2011  |
| Canton de Saint-Vivien-de-Médoc   | 5     | Serge Laporte           | PS        | 2008  |
| Arrondissement de Libourne        |       |                         |           |       |
| Canton de Branne                  | 10    | Christian Mur           | PS        | 2011  |
| Canton de Castillon-la-Bataille   | 10    | Guy Marty               | PS        | 2008  |
| Canton de Coutras                 | 11    | Michelle Lacoste        | PS        | 2008  |
| Canton de Fronsac                 | 10    | Michel Frouin           | PS        | 2008  |
| Canton de Guîtres                 | 11    | Alain Marois            | PS        | 2011  |
| Canton de Libourne                | 10    | Isabelle Hardy          | PS        | 2011  |
| Canton de Lussac                  | 10    | Pierre Yerlès           | UMP       | 2008  |
| Canton de Pujols                  | 10    | Liliane Poivert         | DVD       | 2011  |
| Canton de Sainte-Foy-la-Grande    | 10    | Robert Provain          | PS        | 2008  |

## Anciens conseillers généraux

### VeRépublique
- Aymar Achille-Fould de 1961 à 1967

### Second Empire
- Louis Decazes (1846-1848, 1864-?)
- Lucien Arman, conseiller du canton de Cadillac (1854-1869)

### à trier
- Chantal Bourragué ;
- Claude Barande ;
- Jean-Claude Bireau ;
- Pierre Brana ;
- Gaston Cabannes ;
- Alain Cazabonne ;
- Gustave Gaspard Chaix d'Est-Ange ;
- Gustave Curé ;
- Pierre Ducout ;
- René Duhourquet ;
- Laurent Lafaurie de Montbadon ;
- Louis Faget ;
- Bernard Madrelle ;
- Gilbert Mitterrand ;
- Pierre de Pelleport ;
- Xavier Pintat ;
- Jean-Pierre Rateau ;
- Alain Rousset ;
- Armand Jacques Leroy de Saint-Arnaud ;
- Jacques Valade ;
- Jacques-Henri Wustenberg ;